# Csabai Edvin
Csabai Edvin (Budapest, 1976. december 7. –) magyar kenus, tizenhétszeres maraton kenu világbajnok.
A világ legjobb maratonistája 1985-ben a Fradiban kezdett el kenuzni Bánszki Imre irányításával. Első jelentősebb nemzetközi sikerét 1994-ben egy ifjúsági Világkupán érte el, amelyen 1000 egyesben a harmadik helyen zárt. Az első maraton versenyén 1996-ban vett részt – ebben az évben nem csak az országos bajnokságon, de már a világbajnokságon is rajtolhatott. Györe Attilával alkotott legendás párosuk 1997-ben alakult, ebben az esztendőben már a második helyet szerezték meg az Európa-bajnokságon. 1998-ban első világbajnoki érmüket is átvehették, hiszen szintén a második helyet szerezték meg Fokvárosban. 1999-től azonban nem volt megállás: Györével több mint tíz éve nem kapnak ki sem a hazai, sem a nemzetközi porondon. Egyéniben először 2004-ben rajtolt, s rögtön világbajnoki címmel debütált. Ludasi Róbert tanítványa összességében 17-szeres világbajnok, ami egyedülálló a maraton szakág történetében.

## Legjobb eredményei
- 17x világbajnok (C-1 36 km, 2004, 2005, 2006, 2007, 2008, 2009; C-2 36 km 1999, 2000, 2001, 2002, 2003, 2004, 2005, 2006, 2007, 2008, 2009);
- vb-2. (C-2 36 km, 1998);
- 4x Európa-bajnok (C-2 36 km, 1999, 2001, 2003, 2005),
- 2xEb-2. (C-1 28 km, 2007, C-2 36 km, 1997);
- Eb-3. (C-4 500 m, 2006)